# Ulf Kristersson
Ulf Hjalmar Ed Kristersson (født 29. december 1963) er en svensk politiker, der har været Sveriges statsminister siden oktober 2022 og partileder for Moderaterne siden 2017. Han var været medlem af Rigsdagen for Södermanland Len siden 2014 og forinden fra 1991-2000 for Stockholm Len. Har har tidligere tjent som socialforsikringsminister fra 2010-2014 under Fredrik Reinfeldts regering og som formand for Moderaternes ungdomsparti 1988-1992.
Riksdagsvalget den 11. september 2022 medførte at Sverigedemokraterna, Moderaterna, Kristdemokraterna og Liberalerna fik i alt 176 mandater, hvorimod socialdemokraternes regering under ledelse af Magdalena Andersson med støtte fra Miljöpartiet, Vänsterpartiet og Centerpartiet alene fik 173. Kristersson fik herefter i opdrag at sondere mulighederne for at danne ny regering. Den 14. oktober 2022 blev det offentliggjort, at der mellem Moderaterne, Kristdemokraterna og Liberalerna er indgået en aftale med støtte fra Sverigedemokraterna, hvorefter Ulf Kristersson kunne danne regering med ham som svensk statsminister, en stilling som Kristersson tiltrådte den 18. oktober 2022.
Kristersson er uddannet civiløkonom. Han var medlem af kommunalrådet i Strängnäs Kommune 2002–2006, socialborgarråd i Stockholms stad 2006–2010 og socialforsikringsminister 2010–2014 (i regeringen Reinfeldt).